# Fundusz „Drawa”
Fundusz „Drawa” – potoczna nazwa aktywów finansowych, którymi dysponowała fundacja „Drawa”, utworzona przez gen. Stanisława Tatara, przy akceptacji premiera Stanisława Mikołajczyka oraz szefa Sztabu Naczelnego Wodza gen. Stanisława Kopańskiego, do której przeniesiono większość aktywów finansowych likwidowanego Oddziału VI (Specjalnego) Sztabu Naczelnego Wodza w Londynie, w celu kontynuowania działalności niepodległościowej w Polsce. Fundacja była jedną z dwóch – obok Centrali konspiracyjnej „Hel” – struktur „konspiracji tatarowskiej”, której zadaniem miało być finansowanie resztek struktur Armii Krajowej, później organizacji „NIE” oraz Zrzeszenia „Wolność i Niezawisłość”. Fundusz utworzono na początku stycznia 1945, został faktycznie zlikwidowany pod koniec 1949.

## Nazwa, siedziba, władze
Nazwa fundacji (funduszu) „Drawa”, pochodzi od nazwy dopływu Dunaju, przepływającego przez Włochy, Austrię i Chorwację. W okresie tworzenia fundacji, Główna Baza Przerzutowa (baza nr 11) w Latiano nieopodal Brindisi (Włochy), uczestniczyła wraz z placówką brytyjskiego SOE w „Akcji Drawa” która miała integrować środowiska polonijne na tamtych terenach.
Siedzibą funduszu był dom zakupiony w Londynie przy ul. Cornwall Gardens. Fundacja formalnie zarejestrowana została jako Polskie Stowarzyszenie Samopomocy (Polish Self-Help Association), miała jednak  charakter „przykrywkowy”, służyła do kamuflowania niejawnych operacji finansowych Centrali konspiracyjnej „Hel”. Do tego przykrywkowego stowarzyszenia - jak wynika z zeznań Tatara (11.XI.1949) wciągnięto także płk Edwarda Maliszewskiego (powrócił do Polski) oraz ppłk Franciszka Prochaskę (wyemigrował do Paryża). Obaj sądzili, że stowarzyszenie jest niezbędne dla zabezpieczenia pieniędzy cichociemnych oraz kurierów.
Środkami funduszu dysponowali: gen. Stanisław Tatar, płk dypl. Marian Utnik, płk dypl. Stanisław Nowicki,dla tej trójki Utnik wylansował nazwę „Komitet Trzech”. Fundusz (fundacja) „Drawa” była ściśle związana z funkcjonowaniem centrali „Hel”, na tyle ściśle, że używano tych nazw zamiennie. Obie struktury były podporządkowane gen. Tatarowi, Utnik i Nowicki byli od niego zależni.

## Zasoby Funduszu
Aktywa funduszu stanowiły m.in.:
- 6.451 tys. USD (sześć milionów czterysta pięćdziesiąt jeden tysięcy dolarów), przejętych z likwidowanej  Głównej Bazy Przerzutowej (bazy nr 11) w Latiano nieopodal Brindisi (Włochy), głównie w formie sześciokieszeniowych parcianych pasów używanych przez cichociemnych do przerzutu pieniędzy do Polski, oklejonych impregnowanym płotnem z okienkami  pozwalającymi sprawdzić zawartość bez otwierania. Paczki banknotów były opieczętowane, kieszenie przeszywano grubą, mocną, jedwabną nicią, której końce plombowano. Każdy pas posiadał numer; jeśli zawierał banknoty 10-dolarowe, jego wartość wynosiła 18 tys.; jeśli 20-dolarowe – 36 tys. USD. Jeśli w pasie były złote monety 10-dolarowe, mieścił 2,4 tys. USD; jeśli złote monety 20-dolarowe – 3,6 tys. USD[1].
- 350 kg złota FON, przekazanego do funduszu przez gen. Mariana Kukiela[1][2]. Wg relacji gen. Tatara – „Złoty FON był przechowywany w jedenastu artyleryjskich skrzyniach, które zostały zaplombowane po komisyjnym przebadaniu, posegregowaniu i sporządzeniu dokładnych wykazów, dla każdej skrzyni osobny wykaz z wyszczególnieniem ścisłem wagi każdego przedmiotu. Łączna waga wszystkich złotych przedmiotów wynosiła 350 kg.”[1]  Gen. Kukiel rozporządzeniem z 10 lutego 1945, także pismem z 23 kwietnia 1945 do Tatara, zdecydował, że „złoty FON” ma zostać przeznaczony „na wydatki wojskowe związane z dalszą walką o niepodległość Polski” oraz „na pomoc dla żołnierzy byłej Armii Krajowej, pozostających w Polsce lub deportowanych”[5]
- 100 tys. GBP, przekazanych wraz z rachunkiem bankowym przez Ministerstwo Obrony Narodowej rządu na uchodźstwie[1][2]
- nieruchomości zakupione ze środków funduszu – w Londynie: dom z dużym ogrodem i garażem przy 6 Montepelier Avenue, trzy kamienice przy Cornwall Gardens nr 11, 13, 15 a ponadto posiadłość wiejska Manor Farm pod Londynem, dom w Paryżu (Francja) przy 74 rue Lauriston, posiadłość Chateau Presles en Brie pod Paryżem, dwa zamki we Francji, dom w Luksemburgu[1].

## Działalność
Z funduszu „Drawa” finansowano działalność Centrali konspiracyjnej „Hel”, w tym koszty funkcjonowania łączności radiowei i kurierskiej, placówek we Włoszech, m.in. „Niebo” (Rzym), „Star” (Waszyngton, USA), „Knieja” przy 1 DP (Meppen, Niemcy), „Kartel” przy 1 SBS, a także trzech radiostacji w Londynie przy Cornwall Gardens 11, Montpelier Avenue 6 oraz w Dyrham Park k. High Barnet.
Według ustaleń historyka Zbigniewa S. Siemaszko, ze środków funduszu finansowano także propagandowe artykuły w prasie brytyjskiej, po tysiąc dolarów przekazano m.in. żonom Tatara, Kirchmayera, Rzepeckiego, przy czym wydatki te zapisano w księgach finansowych funduszu jako „pomoc Polsce”. Ponadto Tatar i Nowicki mieli np. po dwa samochody, koszty ich zakupu i użytkowania pokrywał fundusz.
Fundusz czerpał dochody z zakupionych nieruchomości, m.in. z najmu mieszkań w kamienicy przy Cornwall Gardens 13, z quasi pensjonatu urządzonego przy Cornwall Gardens 11.

## Likwidacja funduszu
Od 1946 Tatar nawiązał kontakt z ppłk. dypl Józefem Kuropieską, attache wojskowym Ambasady R.P. w Londynie,  ujawniając istnienie funduszu oraz wyjazdu do Polski. 19 grudnia 1946 Kuropieska zameldował szefowi wywiadu „Polski Ludowej” gen. Wacławowi Komarowi – „jest najwyższy czas, aby zająć się pieniędzmi grupy Tatar, Utnik,  Nowicki. Sądzę, że jest tego nie mniej niż 500 000 funtów.”  W marcu 1947 Tatar sporządził „Ogólny plan przekazania państwu polskiemu mienia znajdującego się pod opieką Komitetu Drawa”. Jako warunki przekazania wymieniono m.in. unikanie rozgłosu, „opiekę , tak dla członków Komitetu i ich rodzin, jak i personelu współpracującego”. Plan zaakceptował gen. Marian Spychalski, prawdopodobnie w uzgodnieniu z Gomułką oraz/lub Bermanem.
19 czerwca 1947 – wbrew woli rządu R.P. na uchodźstwie – dziesięć metalowych skrzyń ze złotem FON Tatar z Utnikiem przekazali do ambasady „Polski Ludowej” w Londynie; ok. 40 proc. „złotego FON” przejął wywiad „Polski Ludowej” (Oddział II SG LWP) na potrzeby antyzachodniej działalności wywiadowczej. Tatar, Utnik i Nowicki otrzymali paszporty konsularne RP (PRL).
Do końca 1948 Tatar, Utnik, Nowicki przekazali władzom „Polski Ludowej” prawie wszystkie aktywa. Działalność funduszu zakończyła się bezpośrednio po wezwaniu we wrześniu 1949 Komisji Specjalnej Rady Narodowej R.P. w Londynie, badającej działalność gospodarczą emigracyjnych władz państwowych. Po otrzymaniu tego wezwania Utnik powiadomił o tym fakcie attachat wojskowy przy Ambasadzie R.P. w Londynie, ten zaś szefa wywiadu „Polski Ludowej” – gen. Wacława Komara, który wezwał Tatara, Utnika i Nowickiego do przyjazdu do Polski. Po przyjeździe zostali aresztowani, następnie skazani w pokazowym stalinowskim tzw. procesie „TUN” zwanym także procesem generałów.